# Lista di asteroidi (278001-279000)
Di seguito una lista di asteroidi dal numero 278001 al 279000 con data di scoperta e scopritore.

## 278001-278100
| Nome     | Designazione provvisoria | Data di scoperta | Scopritore              |
| -------- | ------------------------ | ---------------- | ----------------------- |
| 278001 - | 2006 UT104               | 18 ottobre 2006  | Spacewatch              |
| 278002 - | 2006 US105               | 18 ottobre 2006  | Spacewatch              |
| 278003 - | 2006 UC118               | 19 ottobre 2006  | Spacewatch              |
| 278004 - | 2006 UE126               | 19 ottobre 2006  | Spacewatch              |
| 278005 - | 2006 UR127               | 19 ottobre 2006  | Spacewatch              |
| 278006 - | 2006 UE168               | 21 ottobre 2006  | Mount Lemmon Survey     |
| 278007 - | 2006 UC188               | 19 ottobre 2006  | CSS                     |
| 278008 - | 2006 UJ190               | 19 ottobre 2006  | CSS                     |
| 278009 - | 2006 UJ197               | 20 ottobre 2006  | Spacewatch              |
| 278010 - | 2006 UN202               | 22 ottobre 2006  | NEAT                    |
| 278011 - | 2006 UC204               | 22 ottobre 2006  | NEAT                    |
| 278012 - | 2006 UR214               | 23 ottobre 2006  | Mount Lemmon Survey     |
| 278013 - | 2006 UB220               | 16 ottobre 2006  | CSS                     |
| 278014 - | 2006 UB240               | 23 ottobre 2006  | Spacewatch              |
| 278015 - | 2006 UH260               | 28 ottobre 2006  | Mount Lemmon Survey     |
| 278016 - | 2006 VS                  | 1 novembre 2006  | Mount Lemmon Survey     |
| 278017 - | 2006 VV16                | 9 novembre 2006  | Spacewatch              |
| 278018 - | 2006 VM25                | 10 novembre 2006 | Spacewatch              |
| 278019 - | 2006 VK29                | 10 novembre 2006 | Spacewatch              |
| 278020 - | 2006 VJ34                | 11 novembre 2006 | CSS                     |
| 278021 - | 2006 VK44                | 13 novembre 2006 | CSS                     |
| 278022 - | 2006 VN51                | 10 novembre 2006 | Spacewatch              |
| 278023 - | 2006 VX57                | 11 novembre 2006 | Spacewatch              |
| 278024 - | 2006 VK64                | 11 novembre 2006 | Spacewatch              |
| 278025 - | 2006 VP95                | 1 novembre 2006  | CSS                     |
| 278026 - | 2006 VJ96                | 10 novembre 2006 | Spacewatch              |
| 278027 - | 2006 VC105               | 13 novembre 2006 | Spacewatch              |
| 278028 - | 2006 VG139               | 15 novembre 2006 | Spacewatch              |
| 278029 - | 2006 VP146               | 15 novembre 2006 | CSS                     |
| 278030 - | 2006 WM4                 | 19 novembre 2006 | LINEAR                  |
| 278031 - | 2006 WH15                | 16 novembre 2006 | Chang, M.-T., Ye, Q.-z. |
| 278032 - | 2006 WL23                | 17 novembre 2006 | Mount Lemmon Survey     |
| 278033 - | 2006 WO26                | 18 novembre 2006 | LINEAR                  |
| 278034 - | 2006 WN31                | 16 novembre 2006 | Spacewatch              |
| 278035 - | 2006 WP36                | 16 novembre 2006 | Spacewatch              |
| 278036 - | 2006 WU54                | 16 novembre 2006 | Spacewatch              |
| 278037 - | 2006 WW55                | 16 novembre 2006 | Mount Lemmon Survey     |
| 278038 - | 2006 WE67                | 17 novembre 2006 | Mount Lemmon Survey     |
| 278039 - | 2006 WO69                | 17 novembre 2006 | Mount Lemmon Survey     |
| 278040 - | 2006 WR79                | 18 novembre 2006 | Spacewatch              |
| 278041 - | 2006 WV79                | 18 novembre 2006 | Spacewatch              |
| 278042 - | 2006 WJ86                | 18 novembre 2006 | LINEAR                  |
| 278043 - | 2006 WN87                | 18 novembre 2006 | Mount Lemmon Survey     |
| 278044 - | 2006 WG115               | 20 novembre 2006 | LINEAR                  |
| 278045 - | 2006 WS149               | 20 novembre 2006 | Spacewatch              |
| 278046 - | 2006 WV157               | 22 novembre 2006 | CSS                     |
| 278047 - | 2006 WY162               | 23 novembre 2006 | Spacewatch              |
| 278048 - | 2006 WY172               | 23 novembre 2006 | Spacewatch              |
| 278049 - | 2006 WU178               | 24 novembre 2006 | Spacewatch              |
| 278050 - | 2006 WP182               | 24 novembre 2006 | Spacewatch              |
| 278051 - | 2006 WR188               | 24 novembre 2006 | Spacewatch              |
| 278052 - | 2006 WB190               | 25 novembre 2006 | CSS                     |
| 278053 - | 2006 WG201               | 16 novembre 2006 | Mount Lemmon Survey     |
| 278054 - | 2006 XZ13                | 10 dicembre 2006 | Spacewatch              |
| 278055 - | 2006 XK20                | 11 dicembre 2006 | Spacewatch              |
| 278056 - | 2006 XP26                | 12 dicembre 2006 | CSS                     |
| 278057 - | 2006 XA57                | 13 dicembre 2006 | LINEAR                  |
| 278058 - | 2006 XB60                | 14 dicembre 2006 | Spacewatch              |
| 278059 - | 2006 XY66                | 14 dicembre 2006 | NEAT                    |
| 278060 - | 2006 XO70                | 15 dicembre 2006 | Mount Lemmon Survey     |
| 278061 - | 2006 YR9                 | 21 dicembre 2006 | Spacewatch              |
| 278062 - | 2006 YF17                | 21 dicembre 2006 | Mount Lemmon Survey     |
| 278063 - | 2006 YM18                | 23 dicembre 2006 | Mount Lemmon Survey     |
| 278064 - | 2006 YS21                | 21 dicembre 2006 | Spacewatch              |
| 278065 - | 2006 YZ34                | 21 dicembre 2006 | Spacewatch              |
| 278066 - | 2006 YC36                | 21 dicembre 2006 | Spacewatch              |
| 278067 - | 2006 YY40                | 22 dicembre 2006 | Spacewatch              |
| 278068 - | 2006 YO51                | 27 dicembre 2006 | Mount Lemmon Survey     |
| 278069 - | 2006 YW52                | 24 dicembre 2006 | Spacewatch              |
| 278070 - | 2007 AP                  | 8 gennaio 2007   | CSS                     |
| 278071 - | 2007 AL4                 | 8 gennaio 2007   | CSS                     |
| 278072 - | 2007 AB7                 | 9 gennaio 2007   | Mount Lemmon Survey     |
| 278073 - | 2007 AV12                | 9 gennaio 2007   | NEAT                    |
| 278074 - | 2007 AL14                | 9 gennaio 2007   | Mount Lemmon Survey     |
| 278075 - | 2007 AA18                | 8 gennaio 2007   | CSS                     |
| 278076 - | 2007 AD22                | 15 gennaio 2007  | Spacewatch              |
| 278077 - | 2007 AA24                | 10 gennaio 2007  | Mount Lemmon Survey     |
| 278078 - | 2007 AQ24                | 15 gennaio 2007  | CSS                     |
| 278079 - | 2007 AG27                | 10 gennaio 2007  | Mount Lemmon Survey     |
| 278080 - | 2007 AK29                | 10 gennaio 2007  | Spacewatch              |
| 278081 - | 2007 BN                  | 16 gennaio 2007  | LINEAR                  |
| 278082 - | 2007 BW                  | 16 gennaio 2007  | LINEAR                  |
| 278083 - | 2007 BP5                 | 17 gennaio 2007  | CSS                     |
| 278084 - | 2007 BK9                 | 17 gennaio 2007  | NEAT                    |
| 278085 - | 2007 BJ10                | 17 gennaio 2007  | Spacewatch              |
| 278086 - | 2007 BZ10                | 17 gennaio 2007  | Spacewatch              |
| 278087 - | 2007 BE14                | 17 gennaio 2007  | Spacewatch              |
| 278088 - | 2007 BZ14                | 17 gennaio 2007  | Spacewatch              |
| 278089 - | 2007 BR15                | 16 aprile 2004   | Spacewatch              |
| 278090 - | 2007 BL19                | 21 gennaio 2007  | LINEAR                  |
| 278091 - | 2007 BZ19                | 23 gennaio 2007  | LINEAR                  |
| 278092 - | 2007 BK20                | 23 gennaio 2007  | LONEOS                  |
| 278093 - | 2007 BP20                | 23 gennaio 2007  | LONEOS                  |
| 278094 - | 2007 BS24                | 24 gennaio 2007  | Mount Lemmon Survey     |
| 278095 - | 2007 BW27                | 24 gennaio 2007  | Mount Lemmon Survey     |
| 278096 - | 2007 BR29                | 24 gennaio 2007  | LINEAR                  |
| 278097 - | 2007 BV29                | 24 gennaio 2007  | LINEAR                  |
| 278098 - | 2007 BO31                | 26 gennaio 2007  | Molnar, L. A.           |
| 278099 - | 2007 BE45                | 25 gennaio 2007  | CSS                     |
| 278100 - | 2007 BQ46                | 26 gennaio 2007  | Spacewatch              |

## 278101-278200
| Nome             | Designazione provvisoria | Data di scoperta | Scopritore                        |
| ---------------- | ------------------------ | ---------------- | --------------------------------- |
| 278101 -         | 2007 BO48                | 26 gennaio 2007  | Spacewatch                        |
| 278102 -         | 2007 BS53                | 24 gennaio 2007  | Spacewatch                        |
| 278103 -         | 2007 BG56                | 24 gennaio 2007  | LINEAR                            |
| 278104 -         | 2007 BJ65                | 27 gennaio 2007  | Mount Lemmon Survey               |
| 278105 -         | 2007 BX65                | 27 gennaio 2007  | Mount Lemmon Survey               |
| 278106 -         | 2007 BX67                | 27 gennaio 2007  | Spacewatch                        |
| 278107 -         | 2007 BG75                | 28 gennaio 2007  | Mount Lemmon Survey               |
| 278108 -         | 2007 BJ75                | 28 gennaio 2007  | Mount Lemmon Survey               |
| 278109 -         | 2007 BF77                | 16 gennaio 2007  | CSS                               |
| 278110 -         | 2007 BN81                | 29 gennaio 2007  | Spacewatch                        |
| 278111 -         | 2007 BO100               | 19 gennaio 2007  | Mauna Kea                         |
| 278112 -         | 2007 CK                  | 5 febbraio 2007  | NEAT                              |
| 278113 -         | 2007 CW                  | 6 febbraio 2007  | Spacewatch                        |
| 278114 -         | 2007 CY                  | 6 febbraio 2007  | Spacewatch                        |
| 278115 -         | 2007 CR1                 | 6 febbraio 2007  | Spacewatch                        |
| 278116 -         | 2007 CA4                 | 6 febbraio 2007  | Mount Lemmon Survey               |
| 278117 -         | 2007 CA5                 | 6 febbraio 2007  | Mount Lemmon Survey               |
| 278118 -         | 2007 CX8                 | 6 febbraio 2007  | Spacewatch                        |
| 278119 -         | 2007 CE10                | 6 febbraio 2007  | Mount Lemmon Survey               |
| 278120 -         | 2007 CB12                | 6 febbraio 2007  | Spacewatch                        |
| 278121 -         | 2007 CY13                | 7 febbraio 2007  | Spacewatch                        |
| 278122 -         | 2007 CG19                | 5 febbraio 2007  | NEAT                              |
| 278123 -         | 2007 CM21                | 6 febbraio 2007  | NEAT                              |
| 278124 -         | 2007 CM28                | 6 febbraio 2007  | Spacewatch                        |
| 278125 -         | 2007 CG33                | 6 febbraio 2007  | Mount Lemmon Survey               |
| 278126 -         | 2007 CP34                | 6 febbraio 2007  | NEAT                              |
| 278127 -         | 2007 CG36                | 6 febbraio 2007  | Spacewatch                        |
| 278128 -         | 2007 CB40                | 6 febbraio 2007  | Mount Lemmon Survey               |
| 278129 -         | 2007 CT44                | 8 febbraio 2007  | NEAT                              |
| 278130 -         | 2007 CH45                | 8 febbraio 2007  | NEAT                              |
| 278131 -         | 2007 CZ45                | 8 febbraio 2007  | NEAT                              |
| 278132 -         | 2007 CD46                | 8 febbraio 2007  | NEAT                              |
| 278133 -         | 2007 CZ47                | 10 febbraio 2007 | Mount Lemmon Survey               |
| 278134 -         | 2007 CJ51                | 11 febbraio 2007 | Astronomical Research Observatory |
| 278135 -         | 2007 CS51                | 8 febbraio 2007  | NEAT                              |
| 278136 -         | 2007 CF52                | 9 febbraio 2007  | CSS                               |
| 278137 -         | 2007 CH52                | 10 febbraio 2007 | NEAT                              |
| 278138 -         | 2007 CU52                | 10 febbraio 2007 | Mount Lemmon Survey               |
| 278139 -         | 2007 CZ52                | 13 febbraio 2007 | LINEAR                            |
| 278140 -         | 2007 CL59                | 10 febbraio 2007 | CSS                               |
| 278141 Tatooine  | 2007 CS61                | 15 febbraio 2007 | Karge, S., Schwab, E.             |
| 278142 -         | 2007 CG62                | 10 febbraio 2007 | CSS                               |
| 278143 -         | 2007 CN62                | 13 febbraio 2007 | LINEAR                            |
| 278144 -         | 2007 CX64                | 8 febbraio 2007  | Spacewatch                        |
| 278145 -         | 2007 CD66                | 9 febbraio 2007  | CSS                               |
| 278146 -         | 2007 DW2                 | 16 febbraio 2007 | CSS                               |
| 278147 -         | 2007 DA3                 | 16 febbraio 2007 | CSS                               |
| 278148 -         | 2007 DP5                 | 17 febbraio 2007 | Spacewatch                        |
| 278149 -         | 2007 DB12                | 16 febbraio 2007 | CSS                               |
| 278150 -         | 2007 DO15                | 17 febbraio 2007 | Spacewatch                        |
| 278151 -         | 2007 DP17                | 17 febbraio 2007 | Spacewatch                        |
| 278152 -         | 2007 DD19                | 17 febbraio 2007 | Spacewatch                        |
| 278153 -         | 2007 DN19                | 6 aprile 1995    | Spacewatch                        |
| 278154 -         | 2007 DR21                | 17 febbraio 2007 | Spacewatch                        |
| 278155 -         | 2007 DA23                | 17 febbraio 2007 | Spacewatch                        |
| 278156 -         | 2007 DZ28                | 17 febbraio 2007 | Spacewatch                        |
| 278157 -         | 2007 DM33                | 17 febbraio 2007 | Spacewatch                        |
| 278158 -         | 2007 DS33                | 17 febbraio 2007 | Spacewatch                        |
| 278159 -         | 2007 DA34                | 17 febbraio 2007 | Spacewatch                        |
| 278160 -         | 2007 DJ34                | 17 febbraio 2007 | Spacewatch                        |
| 278161 -         | 2007 DH35                | 17 febbraio 2007 | Spacewatch                        |
| 278162 -         | 2007 DN35                | 17 febbraio 2007 | Spacewatch                        |
| 278163 -         | 2007 DO35                | 17 febbraio 2007 | Spacewatch                        |
| 278164 -         | 2007 DZ38                | 17 febbraio 2007 | Spacewatch                        |
| 278165 -         | 2007 DE41                | 20 febbraio 2007 | LUSS                              |
| 278166 -         | 2007 DY52                | 19 febbraio 2007 | Mount Lemmon Survey               |
| 278167 -         | 2007 DX54                | 21 febbraio 2007 | LINEAR                            |
| 278168 -         | 2007 DE55                | 21 febbraio 2007 | LINEAR                            |
| 278169 -         | 2007 DU55                | 21 febbraio 2007 | Spacewatch                        |
| 278170 -         | 2007 DE56                | 21 febbraio 2007 | LINEAR                            |
| 278171 -         | 2007 DA71                | 21 febbraio 2007 | Spacewatch                        |
| 278172 -         | 2007 DM72                | 10 novembre 2005 | Spacewatch                        |
| 278173 -         | 2007 DK82                | 23 febbraio 2007 | Spacewatch                        |
| 278174 -         | 2007 DR82                | 23 febbraio 2007 | LINEAR                            |
| 278175 -         | 2007 DS82                | 23 febbraio 2007 | LINEAR                            |
| 278176 -         | 2007 DX82                | 23 febbraio 2007 | Spacewatch                        |
| 278177 -         | 2007 DF86                | 21 febbraio 2007 | Spacewatch                        |
| 278178 -         | 2007 DT88                | 23 febbraio 2007 | Spacewatch                        |
| 278179 -         | 2007 DO90                | 23 febbraio 2007 | Spacewatch                        |
| 278180 -         | 2007 DC91                | 23 febbraio 2007 | Mount Lemmon Survey               |
| 278181 -         | 2007 DD92                | 23 febbraio 2007 | Spacewatch                        |
| 278182 -         | 2007 DV96                | 23 febbraio 2007 | Spacewatch                        |
| 278183 -         | 2007 DV97                | 23 febbraio 2007 | Spacewatch                        |
| 278184 -         | 2007 DR98                | 25 febbraio 2007 | Mount Lemmon Survey               |
| 278185 -         | 2007 DE99                | 25 febbraio 2007 | Mount Lemmon Survey               |
| 278186 -         | 2007 DB106               | 23 febbraio 2007 | Mount Lemmon Survey               |
| 278187 -         | 2007 DT110               | 21 febbraio 2007 | Spacewatch                        |
| 278188 -         | 2007 DW110               | 22 febbraio 2007 | Spacewatch                        |
| 278189 -         | 2007 DO114               | 26 febbraio 2007 | Mount Lemmon Survey               |
| 278190 -         | 2007 EP1                 | 9 marzo 2007     | Spacewatch                        |
| 278191 -         | 2007 EH2                 | 9 marzo 2007     | Spacewatch                        |
| 278192 -         | 2007 ED4                 | 9 marzo 2007     | Spacewatch                        |
| 278193 -         | 2007 EF4                 | 9 marzo 2007     | NEAT                              |
| 278194 -         | 2007 EC11                | 9 marzo 2007     | Spacewatch                        |
| 278195 -         | 2007 ET11                | 9 marzo 2007     | NEAT                              |
| 278196 -         | 2007 EJ12                | 9 marzo 2007     | NEAT                              |
| 278197 Touvron   | 2007 EL12                | 9 marzo 2007     | Merlin, J.-C.                     |
| 278198 -         | 2007 EO12                | 9 marzo 2007     | Tucker, R. A.                     |
| 278199 -         | 2007 EU22                | 10 marzo 2007    | Mount Lemmon Survey               |
| 278200 Olegpopov | 2007 EV26                | 11 marzo 2007    | Apitzsch, R.                      |

## 278201-278300
| Nome               | Designazione provvisoria | Data di scoperta | Scopritore          |
| ------------------ | ------------------------ | ---------------- | ------------------- |
| 278201 -           | 2007 EL30                | 9 marzo 2007     | NEAT                |
| 278202 -           | 2007 EP30                | 10 marzo 2007    | Spacewatch          |
| 278203 -           | 2007 EY30                | 10 marzo 2007    | Spacewatch          |
| 278204 -           | 2007 EH34                | 10 marzo 2007    | Hug, G.             |
| 278205 -           | 2007 EJ34                | 10 marzo 2007    | Hug, G.             |
| 278206 -           | 2007 EM34                | 10 marzo 2007    | NEAT                |
| 278207 -           | 2007 EN36                | 11 marzo 2007    | Spacewatch          |
| 278208 -           | 2007 ED37                | 11 marzo 2007    | Mount Lemmon Survey |
| 278209 -           | 2007 ES37                | 11 marzo 2007    | Mount Lemmon Survey |
| 278210 -           | 2007 EQ38                | 11 marzo 2007    | Spacewatch          |
| 278211 -           | 2007 EX38                | 11 marzo 2007    | Ory, M.             |
| 278212 -           | 2007 EG42                | 9 marzo 2007     | Spacewatch          |
| 278213 -           | 2007 EL42                | 9 marzo 2007     | Spacewatch          |
| 278214 -           | 2007 EX42                | 9 marzo 2007     | Spacewatch          |
| 278215 -           | 2007 EF44                | 9 marzo 2007     | Spacewatch          |
| 278216 -           | 2007 EG47                | 9 marzo 2007     | Spacewatch          |
| 278217 -           | 2007 EK54                | 12 marzo 2007    | Spacewatch          |
| 278218 -           | 2007 EZ64                | 10 marzo 2007    | Spacewatch          |
| 278219 -           | 2007 EM68                | 10 marzo 2007    | NEAT                |
| 278220 -           | 2007 EU72                | 10 marzo 2007    | Spacewatch          |
| 278221 -           | 2007 ES78                | 10 marzo 2007    | NEAT                |
| 278222 -           | 2007 ED80                | 10 marzo 2007    | NEAT                |
| 278223 -           | 2007 EJ81                | 11 marzo 2007    | Spacewatch          |
| 278224 -           | 2007 EL85                | 12 marzo 2007    | Spacewatch          |
| 278225 Didierpelat | 2007 EY87                | 12 marzo 2007    | Christophe, B.      |
| 278226 -           | 2007 EX89                | 9 marzo 2007     | Mount Lemmon Survey |
| 278227 -           | 2007 EX95                | 10 marzo 2007    | Mount Lemmon Survey |
| 278228 -           | 2007 EN98                | 11 marzo 2007    | Spacewatch          |
| 278229 -           | 2007 EV99                | 11 marzo 2007    | Spacewatch          |
| 278230 -           | 2007 EM108               | 11 marzo 2007    | Spacewatch          |
| 278231 -           | 2007 EB109               | 11 marzo 2007    | Spacewatch          |
| 278232 -           | 2007 EZ109               | 11 marzo 2007    | Spacewatch          |
| 278233 -           | 2007 ES114               | 13 marzo 2007    | Mount Lemmon Survey |
| 278234 -           | 2007 EE115               | 13 marzo 2007    | Mount Lemmon Survey |
| 278235 -           | 2007 EW119               | 13 marzo 2007    | Mount Lemmon Survey |
| 278236 -           | 2007 EX124               | 14 marzo 2007    | Mount Lemmon Survey |
| 278237 -           | 2007 EY125               | 10 marzo 2007    | NEAT                |
| 278238 -           | 2007 EJ139               | 12 marzo 2007    | Spacewatch          |
| 278239 -           | 2007 EL140               | 12 marzo 2007    | Mount Lemmon Survey |
| 278240 -           | 2007 EW140               | 12 marzo 2007    | Spacewatch          |
| 278241 -           | 2007 EL144               | 12 marzo 2007    | Mount Lemmon Survey |
| 278242 -           | 2007 EN149               | 12 marzo 2007    | Mount Lemmon Survey |
| 278243 -           | 2007 EW149               | 12 marzo 2007    | Mount Lemmon Survey |
| 278244 -           | 2007 ED150               | 12 marzo 2007    | Mount Lemmon Survey |
| 278245 -           | 2007 ED152               | 12 marzo 2007    | Mount Lemmon Survey |
| 278246 -           | 2007 EP155               | 12 marzo 2007    | Spacewatch          |
| 278247 -           | 2007 EA167               | 11 marzo 2007    | Spacewatch          |
| 278248 -           | 2007 EZ167               | 13 marzo 2007    | Spacewatch          |
| 278249 -           | 2007 EH168               | 13 marzo 2007    | Spacewatch          |
| 278250 -           | 2007 EM170               | 15 marzo 2007    | Spacewatch          |
| 278251 -           | 2007 EF177               | 14 marzo 2007    | CSS                 |
| 278252 -           | 2007 EX189               | 13 marzo 2007    | Mount Lemmon Survey |
| 278253 -           | 2007 EP190               | 13 marzo 2007    | Mount Lemmon Survey |
| 278254 -           | 2007 EN191               | 13 marzo 2007    | Spacewatch          |
| 278255 -           | 2007 EF203               | 10 marzo 2007    | NEAT                |
| 278256 -           | 2007 EB212               | 8 marzo 2007     | NEAT                |
| 278257 -           | 2007 EW213               | 10 marzo 2007    | Mount Lemmon Survey |
| 278258 -           | 2007 EH214               | 10 marzo 2007    | Mount Lemmon Survey |
| 278259 -           | 2007 ER216               | 14 marzo 2007    | CSS                 |
| 278260 -           | 2007 ED221               | 13 marzo 2007    | Spacewatch          |
| 278261 -           | 2007 EL221               | 15 marzo 2007    | Spacewatch          |
| 278262 -           | 2007 ET221               | 15 marzo 2007    | Spacewatch          |
| 278263 -           | 2007 FQ7                 | 16 marzo 2007    | Mount Lemmon Survey |
| 278264 -           | 2007 FN20                | 16 marzo 2007    | Mount Lemmon Survey |
| 278265 -           | 2007 FF23                | 20 marzo 2007    | Spacewatch          |
| 278266 -           | 2007 FV30                | 20 marzo 2007    | Mount Lemmon Survey |
| 278267 -           | 2007 FY30                | 20 marzo 2007    | Mount Lemmon Survey |
| 278268 -           | 2007 FK32                | 20 marzo 2007    | Spacewatch          |
| 278269 -           | 2007 FD34                | 25 marzo 2007    | Mount Lemmon Survey |
| 278270 -           | 2007 FE36                | 26 marzo 2007    | Mount Lemmon Survey |
| 278271 -           | 2007 FT37                | 26 marzo 2007    | Mount Lemmon Survey |
| 278272 -           | 2007 FS46                | 29 marzo 2007    | NEAT                |
| 278273 -           | 2007 FR47                | 26 marzo 2007    | Spacewatch          |
| 278274 -           | 2007 FU49                | 25 marzo 2007    | Mount Lemmon Survey |
| 278275 -           | 2007 GF2                 | 10 aprile 2007   | Ries, W.            |
| 278276 -           | 2007 GF10                | 11 aprile 2007   | Spacewatch          |
| 278277 -           | 2007 GO17                | 11 aprile 2007   | Spacewatch          |
| 278278 -           | 2007 GT17                | 11 aprile 2007   | Spacewatch          |
| 278279 -           | 2007 GV19                | 11 aprile 2007   | Spacewatch          |
| 278280 -           | 2007 GF23                | 11 aprile 2007   | Mount Lemmon Survey |
| 278281 -           | 2007 GM24                | 11 aprile 2007   | Spacewatch          |
| 278282 -           | 2007 GC27                | 14 aprile 2007   | Spacewatch          |
| 278283 -           | 2007 GO27                | 15 aprile 2007   | Ory, M.             |
| 278284 -           | 2007 GE28                | 15 aprile 2007   | CSS                 |
| 278285 -           | 2007 GP33                | 11 aprile 2007   | Mount Lemmon Survey |
| 278286 -           | 2007 GZ36                | 14 aprile 2007   | Spacewatch          |
| 278287 -           | 2007 GZ38                | 14 aprile 2007   | Spacewatch          |
| 278288 -           | 2007 GS42                | 14 aprile 2007   | Spacewatch          |
| 278289 -           | 2007 GN44                | 14 aprile 2007   | Spacewatch          |
| 278290 -           | 2007 GU47                | 14 aprile 2007   | Mount Lemmon Survey |
| 278291 -           | 2007 GF50                | 14 marzo 2007    | CSS                 |
| 278292 -           | 2007 GT50                | 15 aprile 2007   | LINEAR              |
| 278293 -           | 2007 GG51                | 15 aprile 2007   | Spacewatch          |
| 278294 -           | 2007 GS51                | 14 aprile 2007   | Spacewatch          |
| 278295 -           | 2007 GX60                | 15 aprile 2007   | Spacewatch          |
| 278296 -           | 2007 GL61                | 15 aprile 2007   | Spacewatch          |
| 278297 -           | 2007 GT63                | 15 aprile 2007   | Spacewatch          |
| 278298 -           | 2007 GU63                | 15 aprile 2007   | Spacewatch          |
| 278299 -           | 2007 GB64                | 15 aprile 2007   | Spacewatch          |
| 278300 -           | 2007 GB65                | 15 aprile 2007   | Spacewatch          |

## 278301-278400
| Nome               | Designazione provvisoria | Data di scoperta | Scopritore              |
| ------------------ | ------------------------ | ---------------- | ----------------------- |
| 278301 -           | 2007 GZ76                | 15 aprile 2007   | CSS                     |
| 278302 -           | 2007 GO77                | 11 aprile 2007   | Spacewatch              |
| 278303 -           | 2007 HY                  | 17 aprile 2007   | Ory, M.                 |
| 278304 -           | 2007 HD8                 | 18 aprile 2007   | Mount Lemmon Survey     |
| 278305 -           | 2007 HX9                 | 18 aprile 2007   | Mount Lemmon Survey     |
| 278306 -           | 2007 HG11                | 18 aprile 2007   | Spacewatch              |
| 278307 -           | 2007 HS12                | 16 aprile 2007   | Mount Lemmon Survey     |
| 278308 -           | 2007 HZ12                | 16 aprile 2007   | CSS                     |
| 278309 -           | 2007 HP15                | 19 aprile 2007   | Lowe, A.                |
| 278310 -           | 2007 HH17                | 16 aprile 2007   | CSS                     |
| 278311 -           | 2007 HA19                | 18 aprile 2007   | Mount Lemmon Survey     |
| 278312 -           | 2007 HP19                | 18 aprile 2007   | Spacewatch              |
| 278313 -           | 2007 HS23                | 18 aprile 2007   | Spacewatch              |
| 278314 -           | 2007 HP25                | 18 aprile 2007   | Mount Lemmon Survey     |
| 278315 -           | 2007 HY25                | 18 aprile 2007   | Spacewatch              |
| 278316 -           | 2007 HP27                | 18 aprile 2007   | Spacewatch              |
| 278317 -           | 2007 HV33                | 19 aprile 2007   | Spacewatch              |
| 278318 -           | 2007 HR39                | 20 aprile 2007   | Mount Lemmon Survey     |
| 278319 -           | 2007 HG40                | 20 aprile 2007   | Mount Lemmon Survey     |
| 278320 -           | 2007 HT45                | 18 aprile 2007   | Spacewatch              |
| 278321 -           | 2007 HY45                | 19 aprile 2007   | LONEOS                  |
| 278322 -           | 2007 HT46                | 20 aprile 2007   | Spacewatch              |
| 278323 -           | 2007 HU47                | 20 aprile 2007   | Spacewatch              |
| 278324 -           | 2007 HX51                | 20 aprile 2007   | Spacewatch              |
| 278325 -           | 2007 HB54                | 15 aprile 2007   | CSS                     |
| 278326 -           | 2007 HX54                | 22 aprile 2007   | Spacewatch              |
| 278327 -           | 2007 HA59                | 24 aprile 2007   | Spacewatch              |
| 278328 -           | 2007 HX60                | 20 aprile 2007   | LINEAR                  |
| 278329 -           | 2007 HJ66                | 22 aprile 2007   | Mount Lemmon Survey     |
| 278330 -           | 2007 HN66                | 22 aprile 2007   | Mount Lemmon Survey     |
| 278331 -           | 2007 HY68                | 23 aprile 2007   | Siding Spring Survey    |
| 278332 -           | 2007 HL69                | 24 aprile 2007   | Spacewatch              |
| 278333 -           | 2007 HK77                | 23 aprile 2007   | Spacewatch              |
| 278334 -           | 2007 HQ79                | 23 aprile 2007   | Mount Lemmon Survey     |
| 278335 -           | 2007 HW79                | 24 aprile 2007   | Spacewatch              |
| 278336 -           | 2007 HO84                | 22 aprile 2007   | Mount Lemmon Survey     |
| 278337 -           | 2007 HT87                | 25 aprile 2007   | Spacewatch              |
| 278338 -           | 2007 HQ90                | 22 aprile 2007   | Catalina Station        |
| 278339 -           | 2007 HF91                | 18 aprile 2007   | Mount Lemmon Survey     |
| 278340 -           | 2007 HS97                | 22 aprile 2007   | Mount Lemmon Survey     |
| 278341 -           | 2007 JH                  | 7 maggio 2007    | Mount Lemmon Survey     |
| 278342 -           | 2007 JS                  | 7 maggio 2007    | Mount Lemmon Survey     |
| 278343 -           | 2007 JU                  | 7 maggio 2007    | Mount Lemmon Survey     |
| 278344 -           | 2007 JV1                 | 7 maggio 2007    | CSS                     |
| 278345 -           | 2007 JA3                 | 6 maggio 2007    | Bickel, W.              |
| 278346 -           | 2007 JK4                 | 7 maggio 2007    | CSS                     |
| 278347 -           | 2007 JW10                | 7 maggio 2007    | Spacewatch              |
| 278348 -           | 2007 JH13                | 8 maggio 2007    | Spacewatch              |
| 278349 -           | 2007 JV16                | 7 maggio 2007    | Spacewatch              |
| 278350 -           | 2007 JL18                | 9 maggio 2007    | Spacewatch              |
| 278351 -           | 2007 JX22                | 11 maggio 2007   | LUSS                    |
| 278352 -           | 2007 JL23                | 7 maggio 2007    | CSS                     |
| 278353 -           | 2007 JL24                | 9 maggio 2007    | Spacewatch              |
| 278354 -           | 2007 JO24                | 9 maggio 2007    | Spacewatch              |
| 278355 -           | 2007 JF26                | 9 maggio 2007    | Spacewatch              |
| 278356 -           | 2007 JZ26                | 9 maggio 2007    | Spacewatch              |
| 278357 -           | 2007 JD29                | 10 maggio 2007   | Mount Lemmon Survey     |
| 278358 -           | 2007 JH32                | 12 maggio 2007   | Spacewatch              |
| 278359 -           | 2007 JT37                | 12 maggio 2007   | Mount Lemmon Survey     |
| 278360 -           | 2007 JU40                | 12 maggio 2007   | PMO NEO Survey Program  |
| (278361) 2007 JJ43 | 2007 JJ43                | 14 maggio 2007   | Palomar                 |
| 278362 -           | 2007 KZ1                 | 18 maggio 2007   | Hönig, S. F., Teamo, N. |
| 278363 -           | 2007 KE2                 | 18 maggio 2007   | Ferrando, R.            |
| 278364 -           | 2007 KL3                 | 22 maggio 2007   | Hönig, S. F., Teamo, N. |
| 278365 -           | 2007 KR7                 | 16 maggio 2007   | PMO NEO Survey Program  |
| 278366 -           | 2007 KJ8                 | 21 maggio 2007   | LONEOS                  |
| 278367 -           | 2007 KP9                 | 16 maggio 2007   | Spacewatch              |
| 278368 -           | 2007 LU1                 | 7 giugno 2007    | Spacewatch              |
| 278369 -           | 2007 LF5                 | 9 giugno 2007    | Spacewatch              |
| 278370 -           | 2007 LU5                 | 7 giugno 2007    | Spacewatch              |
| 278371 -           | 2007 LK7                 | 8 giugno 2007    | Spacewatch              |
| 278372 -           | 2007 LP7                 | 8 giugno 2007    | CSS                     |
| 278373 -           | 2007 LU8                 | 9 giugno 2007    | Spacewatch              |
| 278374 -           | 2007 LO9                 | 8 giugno 2007    | Spacewatch              |
| 278375 -           | 2007 LJ10                | 9 giugno 2007    | Spacewatch              |
| 278376 -           | 2007 LZ16                | 10 giugno 2007   | Spacewatch              |
| 278377 -           | 2007 LJ20                | 9 giugno 2007    | Spacewatch              |
| 278378 -           | 2007 LD24                | 14 giugno 2007   | Spacewatch              |
| 278379 -           | 2007 LU26                | 14 giugno 2007   | Spacewatch              |
| 278380 -           | 2007 LU28                | 15 giugno 2007   | Spacewatch              |
| 278381 -           | 2007 MR                  | 18 giugno 2007   | CSS                     |
| 278382 -           | 2007 MO7                 | 18 giugno 2007   | Spacewatch              |
| 278383 -           | 2007 MN16                | 22 giugno 2007   | Spacewatch              |
| 278384 Mudanjiang  | 2007 MV20                | 24 giugno 2007   | Ye, Q.-Z., Lin, H.-C.   |
| 278385 -           | 2007 MA24                | 24 giugno 2007   | CSS                     |
| 278386 Sofivanna   | 2007 NK2                 | 13 luglio 2007   | Andrushivka             |
| 278387 -           | 2007 OM                  | 17 luglio 2007   | OAM                     |
| 278388 -           | 2007 OV1                 | 18 luglio 2007   | Broughton, J.           |
| 278389 -           | 2007 PZ9                 | 8 agosto 2007    | LINEAR                  |
| 278390 -           | 2007 PK11                | 9 agosto 2007    | Spacewatch              |
| 278391 -           | 2007 PL14                | 8 agosto 2007    | LINEAR                  |
| 278392 -           | 2007 PN25                | 13 agosto 2007   | BATTeRS                 |
| 278393 -           | 2007 PS26                | 11 agosto 2007   | Bickel, W.              |
| 278394 -           | 2007 PB30                | 10 agosto 2007   | Spacewatch              |
| 278395 -           | 2007 PP38                | 14 agosto 2007   | Siding Spring Survey    |
| 278396 -           | 2007 PD47                | 10 agosto 2007   | Spacewatch              |
| 278397 -           | 2007 QZ1                 | 18 agosto 2007   | OAM                     |
| 278398 -           | 2007 QF5                 | 26 agosto 2007   | Apitzsch, R.            |
| 278399 -           | 2007 QJ7                 | 21 agosto 2007   | LONEOS                  |
| 278400 -           | 2007 QL8                 | 21 agosto 2007   | LONEOS                  |

## 278401-278500
| Nome           | Designazione provvisoria | Data di scoperta  | Scopritore             |
| -------------- | ------------------------ | ----------------- | ---------------------- |
| 278401 -       | 2007 QD10                | 22 agosto 2007    | LINEAR                 |
| 278402 -       | 2007 QA13                | 18 agosto 2007    | Lowe, A.               |
| 278403 -       | 2007 QT16                | 21 agosto 2007    | LONEOS                 |
| 278404 -       | 2007 QH17                | 23 agosto 2007    | Spacewatch             |
| 278405 -       | 2007 RA6                 | 5 settembre 2007  | Chante-Perdrix         |
| 278406 -       | 2007 RV6                 | 6 settembre 2007  | Ferrando, R.           |
| 278407 -       | 2007 RC7                 | 6 settembre 2007  | Chante-Perdrix         |
| 278408 -       | 2007 RC22                | 3 settembre 2007  | CSS                    |
| 278409 -       | 2007 RJ33                | 5 settembre 2007  | CSS                    |
| 278410 -       | 2007 RV38                | 8 settembre 2007  | LONEOS                 |
| 278411 -       | 2007 RX42                | 9 settembre 2007  | Spacewatch             |
| 278412 -       | 2007 RQ46                | 9 settembre 2007  | Spacewatch             |
| 278413 -       | 2007 RH48                | 9 settembre 2007  | Mount Lemmon Survey    |
| 278414 -       | 2007 RG56                | 9 settembre 2007  | Spacewatch             |
| 278415 -       | 2007 RF103               | 11 settembre 2007 | CSS                    |
| 278416 -       | 2007 RP134               | 12 settembre 2007 | CSS                    |
| 278417 -       | 2007 RR146               | 14 settembre 2007 | Schwab, E., Kling, R.  |
| 278418 -       | 2007 RA155               | 10 settembre 2007 | Mount Lemmon Survey    |
| 278419 -       | 2007 RH157               | 11 settembre 2007 | Mount Lemmon Survey    |
| 278420 -       | 2007 RY167               | 10 settembre 2007 | Spacewatch             |
| 278421 -       | 2007 RA205               | 9 settembre 2007  | Spacewatch             |
| 278422 -       | 2007 RT208               | 10 settembre 2007 | Spacewatch             |
| 278423 -       | 2007 RP210               | 11 settembre 2007 | Spacewatch             |
| 278424 -       | 2007 RH217               | 13 settembre 2007 | Mount Lemmon Survey    |
| 278425 -       | 2007 RY218               | 14 settembre 2007 | Mount Lemmon Survey    |
| 278426 -       | 2007 RQ228               | 11 settembre 2007 | Mount Lemmon Survey    |
| 278427 -       | 2007 RD239               | 14 settembre 2007 | CSS                    |
| 278428 -       | 2007 RW257               | 14 settembre 2007 | Mount Lemmon Survey    |
| 278429 -       | 2007 RG266               | 15 settembre 2007 | LONEOS                 |
| 278430 -       | 2007 RC270               | 15 settembre 2007 | Mount Lemmon Survey    |
| 278431 -       | 2007 RD271               | 15 settembre 2007 | Spacewatch             |
| 278432 -       | 2007 RS275               | 9 settembre 2007  | Siding Spring Survey   |
| 278433 -       | 2007 RT275               | 9 settembre 2007  | Siding Spring Survey   |
| 278434 -       | 2007 RU275               | 9 settembre 2007  | Siding Spring Survey   |
| 278435 -       | 2007 RT281               | 14 settembre 2007 | CSS                    |
| 278436 -       | 2007 RQ283               | 13 settembre 2007 | Spacewatch             |
| 278437 -       | 2007 RT284               | 12 settembre 2007 | LONEOS                 |
| 278438 -       | 2007 RS286               | 4 settembre 2007  | Mount Lemmon Survey    |
| 278439 -       | 2007 RU286               | 4 settembre 2007  | Mount Lemmon Survey    |
| 278440 -       | 2007 RF308               | 11 settembre 2007 | Spacewatch             |
| 278441 -       | 2007 RJ312               | 12 settembre 2007 | CSS                    |
| 278442 -       | 2007 RJ323               | 15 settembre 2007 | Spacewatch             |
| 278443 -       | 2007 SG1                 | 18 settembre 2007 | Chante-Perdrix         |
| 278444 -       | 2007 SJ4                 | 16 settembre 2007 | Teamo, N.              |
| 278445 -       | 2007 SL12                | 18 settembre 2007 | LONEOS                 |
| 278446 -       | 2007 SA16                | 30 settembre 2007 | Spacewatch             |
| 278447 Saviano | 2007 TH                  | 2 ottobre 2007    | Casulli, V. S.         |
| 278448 -       | 2007 TX2                 | 3 ottobre 2007    | Yeung, W. K. Y.        |
| 278449 -       | 2007 TS5                 | 6 ottobre 2007    | LINEAR                 |
| 278450 -       | 2007 TR6                 | 6 ottobre 2007    | OAM                    |
| 278451 -       | 2007 TO22                | 9 ottobre 2007    | Tucker, R. A.          |
| 278452 -       | 2007 TD31                | 4 ottobre 2007    | Spacewatch             |
| 278453 -       | 2007 TY31                | 5 ottobre 2007    | PMO NEO Survey Program |
| 278454 -       | 2007 TN84                | 8 ottobre 2007    | CSS                    |
| 278455 -       | 2007 TV85                | 8 ottobre 2007    | Mount Lemmon Survey    |
| 278456 -       | 2007 TH94                | 7 ottobre 2007    | CSS                    |
| 278457 -       | 2007 TO110               | 8 ottobre 2007    | CSS                    |
| 278458 -       | 2007 TA111               | 8 ottobre 2007    | CSS                    |
| 278459 -       | 2007 TF125               | 6 ottobre 2007    | Spacewatch             |
| 278460 -       | 2007 TG129               | 6 ottobre 2007    | Spacewatch             |
| 278461 -       | 2007 TJ139               | 9 ottobre 2007    | Spacewatch             |
| 278462 -       | 2007 TD160               | 9 ottobre 2007    | LINEAR                 |
| 278463 -       | 2007 TJ161               | 11 ottobre 2007   | LINEAR                 |
| 278464 -       | 2007 TB164               | 11 ottobre 2007   | LINEAR                 |
| 278465 -       | 2007 TQ166               | 12 ottobre 2007   | LINEAR                 |
| 278466 -       | 2007 TS168               | 12 ottobre 2007   | LINEAR                 |
| 278467 -       | 2007 TE190               | 4 ottobre 2007    | Mount Lemmon Survey    |
| 278468 -       | 2007 TP208               | 10 ottobre 2007   | CSS                    |
| 278469 -       | 2007 TA225               | 11 ottobre 2007   | CSS                    |
| 278470 -       | 2007 TN225               | 5 ottobre 2007    | Spacewatch             |
| 278471 -       | 2007 TF242               | 8 ottobre 2007    | CSS                    |
| 278472 -       | 2007 TX251               | 12 ottobre 2007   | LONEOS                 |
| 278473 -       | 2007 TS269               | 9 ottobre 2007    | Spacewatch             |
| 278474 -       | 2007 TS287               | 11 ottobre 2007   | CSS                    |
| 278475 -       | 2007 TF379               | 13 ottobre 2007   | CSS                    |
| 278476 -       | 2007 TT405               | 15 ottobre 2007   | Spacewatch             |
| 278477 -       | 2007 TC413               | 15 ottobre 2007   | LONEOS                 |
| 278478 -       | 2007 TQ434               | 10 ottobre 2007   | CSS                    |
| 278479 -       | 2007 TG451               | 15 ottobre 2007   | Mount Lemmon Survey    |
| 278480 -       | 2007 UU                  | 17 ottobre 2007   | Lowe, A.               |
| 278481 -       | 2007 UK37                | 19 ottobre 2007   | CSS                    |
| 278482 -       | 2007 UF53                | 21 giugno 2006    | CSS                    |
| 278483 -       | 2007 UA68                | 30 ottobre 2007   | CSS                    |
| 278484 -       | 2007 UT84                | 30 ottobre 2007   | Spacewatch             |
| 278485 -       | 2007 UV95                | 30 ottobre 2007   | Mount Lemmon Survey    |
| 278486 -       | 2007 UR136               | 19 ottobre 2007   | CSS                    |
| 278487 -       | 2007 VX65                | 2 novembre 2007   | Mount Lemmon Survey    |
| 278488 -       | 2007 VW73                | 3 novembre 2007   | Spacewatch             |
| 278489 -       | 2007 VU88                | 3 novembre 2007   | LINEAR                 |
| 278490 -       | 2007 VL118               | 4 novembre 2007   | Mount Lemmon Survey    |
| 278491 -       | 2007 VQ148               | 5 novembre 2007   | PMO NEO Survey Program |
| 278492 -       | 2007 VA238               | 12 novembre 2007  | CSS                    |
| 278493 -       | 2007 VZ251               | 12 novembre 2007  | Mount Lemmon Survey    |
| 278494 -       | 2007 VT252               | 13 novembre 2007  | Mount Lemmon Survey    |
| 278495 -       | 2007 VK332               | 7 novembre 2007   | Spacewatch             |
| 278496 -       | 2007 WV8                 | 18 novembre 2007  | LINEAR                 |
| 278497 -       | 2007 WV20                | 18 novembre 2007  | Mount Lemmon Survey    |
| 278498 -       | 2007 XW57                | 5 dicembre 2007   | Spacewatch             |
| 278499 -       | 2007 YC11                | 17 dicembre 2007  | Spacewatch             |
| 278500 -       | 2007 YV54                | 31 dicembre 2007  | CSS                    |

## 278501-278600
| Nome           | Designazione provvisoria | Data di scoperta  | Scopritore                  |
| -------------- | ------------------------ | ----------------- | --------------------------- |
| 278501 -       | 2007 YA56                | 30 dicembre 2007  | CSS                         |
| 278502 -       | 2008 AP1                 | 6 gennaio 2008    | OAM                         |
| 278503 -       | 2008 AN47                | 11 gennaio 2008   | Spacewatch                  |
| 278504 -       | 2008 AO74                | 11 gennaio 2008   | CSS                         |
| 278505 -       | 2008 AS132               | 17 settembre 1995 | Spacewatch                  |
| 278506 -       | 2008 BJ20                | 30 gennaio 2008   | CSS                         |
| 278507 -       | 2008 BA32                | 30 gennaio 2008   | Mount Lemmon Survey         |
| 278508 -       | 2008 CU1                 | 3 febbraio 2008   | BATTeRS                     |
| 278509 -       | 2008 CX12                | 3 febbraio 2008   | Spacewatch                  |
| 278510 -       | 2008 CT18                | 3 febbraio 2008   | Spacewatch                  |
| 278511 -       | 2008 CB24                | 1 febbraio 2008   | Spacewatch                  |
| 278512 -       | 2008 CL39                | 2 febbraio 2008   | Mount Lemmon Survey         |
| 278513 Schwope | 2008 CE120               | 14 febbraio 2008  | Thinius, B.                 |
| 278514 -       | 2008 CG180               | 9 febbraio 2008   | CSS                         |
| 278515 -       | 2008 CV199               | 13 febbraio 2008  | Mount Lemmon Survey         |
| 278516 -       | 2008 DP21                | 28 febbraio 2008  | CSS                         |
| 278517 -       | 2008 DU25                | 29 febbraio 2008  | PMO NEO Survey Program      |
| 278518 -       | 2008 DK32                | 27 febbraio 2008  | Spacewatch                  |
| 278519 -       | 2008 DC33                | 27 febbraio 2008  | Spacewatch                  |
| 278520 -       | 2008 DY34                | 27 febbraio 2008  | Spacewatch                  |
| 278521 -       | 2008 DP36                | 27 febbraio 2008  | Mount Lemmon Survey         |
| 278522 -       | 2008 DW46                | 28 febbraio 2008  | Spacewatch                  |
| 278523 -       | 2008 DY46                | 28 febbraio 2008  | Spacewatch                  |
| 278524 -       | 2008 DU48                | 29 febbraio 2008  | CSS                         |
| 278525 -       | 2008 DJ67                | 29 febbraio 2008  | Spacewatch                  |
| 278526 -       | 2008 DM68                | 29 febbraio 2008  | Spacewatch                  |
| 278527 -       | 2008 DH85                | 18 febbraio 2008  | Mount Lemmon Survey         |
| 278528 -       | 2008 EM13                | 1 marzo 2008      | Spacewatch                  |
| 278529 -       | 2008 EM16                | 1 marzo 2008      | Spacewatch                  |
| 278530 -       | 2008 EY20                | 2 marzo 2008      | Spacewatch                  |
| 278531 -       | 2008 EJ32                | 8 marzo 2008      | Tozzi, F.                   |
| 278532 -       | 2008 EC46                | 5 marzo 2008      | Spacewatch                  |
| 278533 -       | 2008 EP47                | 5 marzo 2008      | Mount Lemmon Survey         |
| 278534 -       | 2008 EZ69                | 4 marzo 2008      | Mount Lemmon Survey         |
| 278535 -       | 2008 EE72                | 6 marzo 2008      | Mount Lemmon Survey         |
| 278536 -       | 2008 EC74                | 7 marzo 2008      | Spacewatch                  |
| 278537 -       | 2008 EX75                | 7 marzo 2008      | Spacewatch                  |
| 278538 -       | 2008 EZ81                | 4 marzo 2008      | LINEAR                      |
| 278539 -       | 2008 EF82                | 8 marzo 2008      | LINEAR                      |
| 278540 -       | 2008 EX87                | 10 marzo 2008     | Mount Lemmon Survey         |
| 278541 -       | 2008 EA123               | 9 marzo 2008      | Spacewatch                  |
| 278542 -       | 2008 EB127               | 10 marzo 2008     | Spacewatch                  |
| 278543 -       | 2008 EJ151               | 2 marzo 2008      | Spacewatch                  |
| 278544 -       | 2008 ER166               | 6 marzo 2008      | Mount Lemmon Survey         |
| 278545 -       | 2008 EM167               | 8 marzo 2008      | LINEAR                      |
| 278546 -       | 2008 FW3                 | 25 marzo 2008     | Spacewatch                  |
| 278547 -       | 2008 FM8                 | 25 marzo 2008     | Spacewatch                  |
| 278548 -       | 2008 FX27                | 27 marzo 2008     | Spacewatch                  |
| 278549 -       | 2008 FC34                | 28 marzo 2008     | Mount Lemmon Survey         |
| 278550 -       | 2008 FZ48                | 28 marzo 2008     | Mount Lemmon Survey         |
| 278551 -       | 2008 FC66                | 28 marzo 2008     | Mount Lemmon Survey         |
| 278552 -       | 2008 FW67                | 28 marzo 2008     | Spacewatch                  |
| 278553 -       | 2008 FL96                | 29 marzo 2008     | Spacewatch                  |
| 278554 -       | 2008 FW109               | 31 marzo 2008     | Mount Lemmon Survey         |
| 278555 -       | 2008 FB123               | 28 marzo 2008     | Mount Lemmon Survey         |
| 278556 -       | 2008 FP137               | 31 marzo 2008     | Mount Lemmon Survey         |
| 278557 -       | 2008 GM27                | 3 aprile 2008     | Spacewatch                  |
| 278558 -       | 2008 GF36                | 3 aprile 2008     | Spacewatch                  |
| 278559 -       | 2008 GN36                | 3 aprile 2008     | Spacewatch                  |
| 278560 -       | 2008 GH47                | 4 aprile 2008     | Spacewatch                  |
| 278561 -       | 2008 GA74                | 7 aprile 2008     | Spacewatch                  |
| 278562 -       | 2008 GN74                | 7 aprile 2008     | Spacewatch                  |
| 278563 -       | 2008 GH93                | 6 aprile 2008     | CSS                         |
| 278564 -       | 2008 GK97                | 8 aprile 2008     | Spacewatch                  |
| 278565 -       | 2008 GY126               | 14 aprile 2008    | Mount Lemmon Survey         |
| 278566 -       | 2008 GZ127               | 14 aprile 2008    | Mount Lemmon Survey         |
| 278567 -       | 2008 GP129               | 3 aprile 2008     | Mount Lemmon Survey         |
| 278568 -       | 2008 GY137               | 10 aprile 2008    | Spacewatch                  |
| 278569 -       | 2008 GW144               | 5 aprile 2008     | Spacewatch                  |
| 278570 -       | 2008 HT8                 | 24 aprile 2008    | Spacewatch                  |
| 278571 -       | 2008 HZ8                 | 24 aprile 2008    | Spacewatch                  |
| 278572 -       | 2008 HB21                | 26 aprile 2008    | Spacewatch                  |
| 278573 -       | 2008 HF26                | 27 aprile 2008    | Spacewatch                  |
| 278574 -       | 2008 HW26                | 27 aprile 2008    | Mount Lemmon Survey         |
| 278575 -       | 2008 HV35                | 29 aprile 2008    | Mount Lemmon Survey         |
| 278576 -       | 2008 HS37                | 30 aprile 2008    | OAM                         |
| 278577 -       | 2008 HG40                | 26 aprile 2008    | Mount Lemmon Survey         |
| 278578 -       | 2008 HD62                | 30 aprile 2008    | Spacewatch                  |
| 278579 -       | 2008 HC66                | 28 aprile 2008    | Broughton, J.               |
| 278580 -       | 2008 JE5                 | 3 maggio 2008     | Spacewatch                  |
| 278581 -       | 2008 JL6                 | 2 maggio 2008     | Spacewatch                  |
| 278582 -       | 2008 JE15                | 5 maggio 2008     | Jarnac                      |
| 278583 -       | 2008 JD23                | 7 maggio 2008     | Spacewatch                  |
| 278584 -       | 2008 JQ27                | 8 maggio 2008     | Spacewatch                  |
| 278585 -       | 2008 KM26                | 29 maggio 2008    | Spacewatch                  |
| 278586 -       | 2008 KW34                | 27 maggio 2008    | Spacewatch                  |
| 278587 -       | 2008 KX42                | 30 maggio 2008    | Mount Lemmon Survey         |
| 278588 -       | 2008 LY16                | 8 giugno 2008     | Cerro Burek                 |
| 278589 -       | 2008 NO                  | 1 luglio 2008     | Spacewatch                  |
| 278590 -       | 2008 NA2                 | 4 luglio 2008     | OAM                         |
| 278591 Salò    | 2008 NZ3                 | 15 luglio 2008    | Tonincelli, M., Stucchi, A. |
| 278592 -       | 2008 NG5                 | 3 luglio 2008     | Siding Spring Survey        |
| 278593 -       | 2008 OC                  | 24 luglio 2008    | OAM                         |
| 278594 -       | 2008 OT1                 | 26 luglio 2008    | OAM                         |
| 278595 -       | 2008 OB2                 | 27 luglio 2008    | Tozzi, F.                   |
| 278596 -       | 2008 OR2                 | 27 luglio 2008    | OAM                         |
| 278597 -       | 2008 OA21                | 29 luglio 2008    | Spacewatch                  |
| 278598 -       | 2008 OL21                | 30 luglio 2008    | Spacewatch                  |
| 278599 -       | 2008 OM23                | 29 luglio 2008    | Mount Lemmon Survey         |
| 278600 -       | 2008 OZ24                | 28 luglio 2008    | Siding Spring Survey        |

## 278601-278700
| Nome                 | Designazione provvisoria | Data di scoperta  | Scopritore              |
| -------------------- | ------------------------ | ----------------- | ----------------------- |
| 278601 -             | 2008 PV2                 | 2 agosto 2008     | Broughton, J.           |
| 278602 -             | 2008 PG6                 | 4 agosto 2008     | OAM                     |
| 278603 -             | 2008 PQ6                 | 4 agosto 2008     | OAM                     |
| 278604 -             | 2008 PV6                 | 5 agosto 2008     | Teamo, N.               |
| 278605 -             | 2008 PZ7                 | 5 agosto 2008     | OAM                     |
| 278606 -             | 2008 PU9                 | 7 agosto 2008     | Hönig, S. F., Teamo, N. |
| 278607 -             | 2008 PS11                | 9 agosto 2008     | Broughton, J.           |
| 278608 -             | 2008 PZ15                | 8 agosto 2008     | Broughton, J.           |
| 278609 Avrudenko     | 2008 PP17                | 5 agosto 2008     | Andrushivka             |
| 278610 -             | 2008 PW19                | 7 agosto 2008     | Spacewatch              |
| 278611 -             | 2008 QC5                 | 22 agosto 2008    | Spacewatch              |
| 278612 -             | 2008 QL5                 | 22 agosto 2008    | Spacewatch              |
| 278613 -             | 2008 QV5                 | 24 agosto 2008    | OAM                     |
| 278614 -             | 2008 QC8                 | 25 agosto 2008    | OAM                     |
| 278615 -             | 2008 QP8                 | 25 agosto 2008    | OAM                     |
| 278616 -             | 2008 QQ9                 | 25 agosto 2008    | OAM                     |
| 278617 -             | 2008 QV10                | 26 agosto 2008    | OAM                     |
| 278618 -             | 2008 QN12                | 26 agosto 2008    | OAM                     |
| 278619 -             | 2008 QB16                | 21 agosto 2008    | Spacewatch              |
| 278620 -             | 2008 QM20                | 31 agosto 2008    | Birtwhistle, P.         |
| 278621 -             | 2008 QU22                | 26 agosto 2008    | LINEAR                  |
| 278622 -             | 2008 QC25                | 31 agosto 2008    | Teamo, N.               |
| 278623 -             | 2008 QP28                | 31 agosto 2008    | OAM                     |
| 278624 -             | 2008 QX30                | 30 agosto 2008    | LINEAR                  |
| 278625 -             | 2008 QC40                | 27 agosto 2008    | Pises                   |
| 278626 -             | 2008 QK40                | 31 agosto 2008    | Moletai                 |
| 278627 -             | 2008 QW40                | 24 agosto 2008    | Spacewatch              |
| 278628 -             | 2008 QZ40                | 20 agosto 2008    | Spacewatch              |
| 278629 -             | 2008 QH43                | 21 agosto 2008    | Spacewatch              |
| 278630 -             | 2008 QV44                | 24 agosto 2008    | LINEAR                  |
| 278631 -             | 2008 QR45                | 23 agosto 2008    | LINEAR                  |
| 278632 -             | 2008 QO47                | 23 agosto 2008    | Spacewatch              |
| 278633 -             | 2008 QU47                | 23 agosto 2008    | Spacewatch              |
| 278634 -             | 2008 RJ                  | 1 settembre 2008  | Hönig, S. F., Teamo, N. |
| 278635 -             | 2008 RQ1                 | 3 settembre 2008  | Hobart, J.              |
| 278636 -             | 2008 RX1                 | 2 settembre 2008  | Spacewatch              |
| 278637 -             | 2008 RF2                 | 2 settembre 2008  | Spacewatch              |
| 278638 -             | 2008 RD3                 | 2 settembre 2008  | Spacewatch              |
| 278639 -             | 2008 RG5                 | 2 settembre 2008  | Spacewatch              |
| 278640 Elenačernienė | 2008 RZ5                 | 2 settembre 2008  | K. Černis, E. Černis    |
| 278641 -             | 2008 RF17                | 4 settembre 2008  | Spacewatch              |
| 278642 -             | 2008 RH17                | 4 settembre 2008  | Spacewatch              |
| 278643 -             | 2008 RL19                | 4 settembre 2008  | Spacewatch              |
| 278644 -             | 2008 RK21                | 4 settembre 2008  | Spacewatch              |
| 278645 Kontsevych    | 2008 RQ22                | 4 settembre 2008  | Andrushivka             |
| 278646 -             | 2008 RH24                | 5 settembre 2008  | LINEAR                  |
| 278647 -             | 2008 RN36                | 2 settembre 2008  | Spacewatch              |
| 278648 -             | 2008 RY37                | 2 settembre 2008  | Spacewatch              |
| 278649 -             | 2008 RE40                | 2 settembre 2008  | Spacewatch              |
| 278650 -             | 2008 RX41                | 2 settembre 2008  | Spacewatch              |
| 278651 -             | 2008 RY41                | 2 settembre 2008  | Spacewatch              |
| 278652 -             | 2008 RV42                | 2 settembre 2008  | Spacewatch              |
| 278653 -             | 2008 RL44                | 2 settembre 2008  | Spacewatch              |
| 278654 -             | 2008 RS44                | 2 settembre 2008  | Spacewatch              |
| 278655 -             | 2008 RD45                | 2 settembre 2008  | Spacewatch              |
| 278656 -             | 2008 RR46                | 2 settembre 2008  | Spacewatch              |
| 278657 -             | 2008 RX53                | 3 settembre 2008  | Spacewatch              |
| 278658 -             | 2008 RC54                | 3 settembre 2008  | Spacewatch              |
| 278659 -             | 2008 RT64                | 4 settembre 2008  | Spacewatch              |
| 278660 -             | 2008 RY65                | 4 settembre 2008  | Spacewatch              |
| 278661 -             | 2008 RO68                | 4 settembre 2008  | Spacewatch              |
| 278662 -             | 2008 RU68                | 4 settembre 2008  | Spacewatch              |
| 278663 -             | 2008 RV68                | 4 settembre 2008  | Spacewatch              |
| 278664 -             | 2008 RU71                | 6 settembre 2008  | CSS                     |
| 278665 -             | 2008 RV78                | 9 settembre 2008  | Bickel, W.              |
| 278666 -             | 2008 RX79                | 5 settembre 2008  | Spacewatch              |
| 278667 -             | 2008 RM86                | 5 settembre 2008  | Spacewatch              |
| 278668 -             | 2008 RS87                | 5 settembre 2008  | Spacewatch              |
| 278669 -             | 2008 RG91                | 6 settembre 2008  | Mount Lemmon Survey     |
| 278670 -             | 2008 RN91                | 6 settembre 2008  | Spacewatch              |
| 278671 -             | 2008 RN93                | 6 settembre 2008  | Spacewatch              |
| 278672 -             | 2008 RO93                | 6 settembre 2008  | Spacewatch              |
| 278673 -             | 2008 RZ93                | 6 settembre 2008  | Spacewatch              |
| 278674 -             | 2008 RA94                | 6 settembre 2008  | Spacewatch              |
| 278675 -             | 2008 RT95                | 7 settembre 2008  | CSS                     |
| 278676 -             | 2008 RU96                | 7 settembre 2008  | Mount Lemmon Survey     |
| 278677 -             | 2008 RG100               | 2 settembre 2008  | Spacewatch              |
| 278678 -             | 2008 RQ100               | 4 settembre 2008  | Spacewatch              |
| 278679 -             | 2008 RY105               | 6 settembre 2008  | Mount Lemmon Survey     |
| 278680 -             | 2008 RU106               | 7 settembre 2008  | Mount Lemmon Survey     |
| 278681 -             | 2008 RW106               | 7 settembre 2008  | CSS                     |
| 278682 -             | 2008 RP107               | 8 settembre 2008  | Spacewatch              |
| 278683 -             | 2008 RX109               | 3 settembre 2008  | Spacewatch              |
| 278684 -             | 2008 RQ111               | 4 settembre 2008  | Spacewatch              |
| 278685 -             | 2008 RL115               | 7 settembre 2008  | Mount Lemmon Survey     |
| 278686 -             | 2008 RN115               | 7 settembre 2008  | Mount Lemmon Survey     |
| 278687 -             | 2008 RG116               | 7 settembre 2008  | CSS                     |
| 278688 -             | 2008 RL117               | 9 settembre 2008  | Mount Lemmon Survey     |
| 278689 -             | 2008 RU117               | 9 settembre 2008  | Spacewatch              |
| 278690 -             | 2008 RZ118               | 12 settembre 2008 | Sárneczky, K.           |
| 278691 -             | 2008 RL120               | 6 settembre 2008  | Spacewatch              |
| 278692 -             | 2008 RS120               | 5 settembre 2008  | OAM                     |
| 278693 -             | 2008 RV128               | 2 settembre 2008  | Spacewatch              |
| 278694 -             | 2008 RO130               | 6 settembre 2008  | Siding Spring Survey    |
| 278695 -             | 2008 RQ130               | 7 settembre 2008  | Mount Lemmon Survey     |
| 278696 -             | 2008 RX131               | 4 settembre 2008  | OAM                     |
| 278697 -             | 2008 RG136               | 4 settembre 2008  | LINEAR                  |
| 278698 -             | 2008 RH139               | 7 settembre 2008  | LINEAR                  |
| 278699 -             | 2008 RP139               | 7 settembre 2008  | Mount Lemmon Survey     |
| 278700 -             | 2008 RB140               | 7 settembre 2008  | Mount Lemmon Survey     |

## 278701-278800
| Nome           | Designazione provvisoria | Data di scoperta  | Scopritore          |
| -------------- | ------------------------ | ----------------- | ------------------- |
| 278701 -       | 2008 RK141               | 4 settembre 2008  | LINEAR              |
| 278702 -       | 2008 RH143               | 3 settembre 2008  | Spacewatch          |
| 278703 -       | 2008 RP143               | 6 settembre 2008  | Spacewatch          |
| 278704 -       | 2008 SR3                 | 22 settembre 2008 | LINEAR              |
| 278705 -       | 2008 SV17                | 19 settembre 2008 | Spacewatch          |
| 278706 -       | 2008 SF21                | 19 settembre 2008 | Spacewatch          |
| 278707 -       | 2008 SX26                | 19 settembre 2008 | Spacewatch          |
| 278708 -       | 2008 SQ27                | 19 settembre 2008 | Spacewatch          |
| 278709 -       | 2008 SK30                | 20 settembre 2008 | CSS                 |
| 278710 -       | 2008 SQ30                | 20 settembre 2008 | Spacewatch          |
| 278711 -       | 2008 SC32                | 20 settembre 2008 | Spacewatch          |
| 278712 -       | 2008 SE36                | 20 settembre 2008 | Spacewatch          |
| 278713 -       | 2008 SY38                | 20 settembre 2008 | Spacewatch          |
| 278714 -       | 2008 SE39                | 20 settembre 2008 | Spacewatch          |
| 278715 -       | 2008 SR39                | 20 settembre 2008 | Spacewatch          |
| 278716 -       | 2008 SX39                | 20 settembre 2008 | Spacewatch          |
| 278717 -       | 2008 SO44                | 20 settembre 2008 | Spacewatch          |
| 278718 -       | 2008 SO46                | 20 settembre 2008 | Spacewatch          |
| 278719 -       | 2008 SB50                | 20 settembre 2008 | Mount Lemmon Survey |
| 278720 -       | 2008 SS55                | 20 settembre 2008 | Mount Lemmon Survey |
| 278721 -       | 2008 SV55                | 20 settembre 2008 | Spacewatch          |
| 278722 -       | 2008 SJ61                | 21 settembre 2008 | Spacewatch          |
| 278723 -       | 2008 SX61                | 21 settembre 2008 | Spacewatch          |
| 278724 -       | 2008 SZ61                | 21 settembre 2008 | Spacewatch          |
| 278725 -       | 2008 SN64                | 21 settembre 2008 | CSS                 |
| 278726 -       | 2008 SF65                | 21 settembre 2008 | CSS                 |
| 278727 -       | 2008 SV67                | 21 settembre 2008 | CSS                 |
| 278728 -       | 2008 SO68                | 21 settembre 2008 | CSS                 |
| 278729 -       | 2008 SJ70                | 22 settembre 2008 | Spacewatch          |
| 278730 -       | 2008 SZ70                | 22 settembre 2008 | Spacewatch          |
| 278731 -       | 2008 SG71                | 22 settembre 2008 | Mount Lemmon Survey |
| 278732 -       | 2008 SJ71                | 22 settembre 2008 | Spacewatch          |
| 278733 -       | 2008 SR72                | 22 settembre 2008 | Spacewatch          |
| 278734 -       | 2008 SN82                | 23 settembre 2008 | Young, J. W.        |
| 278735 Kamioka | 2008 SG83                | 27 settembre 2008 | Casulli, V. S.      |
| 278736 -       | 2008 SX84                | 28 settembre 2008 | Young, J. W.        |
| 278737 -       | 2008 SR86                | 20 settembre 2008 | Spacewatch          |
| 278738 -       | 2008 SA87                | 20 settembre 2008 | Spacewatch          |
| 278739 -       | 2008 SD91                | 21 settembre 2008 | Spacewatch          |
| 278740 -       | 2008 SP92                | 21 settembre 2008 | Spacewatch          |
| 278741 -       | 2008 SM94                | 21 settembre 2008 | Mount Lemmon Survey |
| 278742 -       | 2008 ST94                | 21 settembre 2008 | Spacewatch          |
| 278743 -       | 2008 SW95                | 21 settembre 2008 | Spacewatch          |
| 278744 -       | 2008 SX95                | 21 settembre 2008 | Spacewatch          |
| 278745 -       | 2008 SL96                | 21 settembre 2008 | Spacewatch          |
| 278746 -       | 2008 SZ98                | 21 settembre 2008 | Spacewatch          |
| 278747 -       | 2008 SS100               | 21 settembre 2008 | Spacewatch          |
| 278748 -       | 2008 SP101               | 21 settembre 2008 | Spacewatch          |
| 278749 -       | 2008 SJ102               | 21 settembre 2008 | Spacewatch          |
| 278750 -       | 2008 SM103               | 21 settembre 2008 | Mount Lemmon Survey |
| 278751 -       | 2008 SH106               | 21 settembre 2008 | Spacewatch          |
| 278752 -       | 2008 SU107               | 22 settembre 2008 | Spacewatch          |
| 278753 -       | 2008 SB108               | 22 settembre 2008 | Mount Lemmon Survey |
| 278754 -       | 2008 SG108               | 22 settembre 2008 | Mount Lemmon Survey |
| 278755 -       | 2008 SG111               | 22 settembre 2008 | Spacewatch          |
| 278756 -       | 2008 SP117               | 22 settembre 2008 | Mount Lemmon Survey |
| 278757 -       | 2008 SJ120               | 22 settembre 2008 | Mount Lemmon Survey |
| 278758 -       | 2008 SC122               | 22 settembre 2008 | Mount Lemmon Survey |
| 278759 -       | 2008 SL122               | 22 settembre 2008 | Mount Lemmon Survey |
| 278760 -       | 2008 SN125               | 22 settembre 2008 | Mount Lemmon Survey |
| 278761 -       | 2008 SY126               | 22 settembre 2008 | Spacewatch          |
| 278762 -       | 2008 SV136               | 23 settembre 2008 | Spacewatch          |
| 278763 -       | 2008 SD138               | 23 settembre 2008 | Spacewatch          |
| 278764 -       | 2008 SY138               | 23 settembre 2008 | Spacewatch          |
| 278765 -       | 2008 SW143               | 24 settembre 2008 | Mount Lemmon Survey |
| 278766 -       | 2008 SY143               | 24 settembre 2008 | Mount Lemmon Survey |
| 278767 -       | 2008 SJ149               | 23 settembre 2008 | Spacewatch          |
| 278768 -       | 2008 SY149               | 29 settembre 2008 | Kugel, F.           |
| 278769 -       | 2008 SR153               | 22 settembre 2008 | LINEAR              |
| 278770 -       | 2008 SS154               | 22 settembre 2008 | LINEAR              |
| 278771 -       | 2008 SD155               | 23 settembre 2008 | LINEAR              |
| 278772 -       | 2008 SL156               | 23 settembre 2008 | LINEAR              |
| 278773 -       | 2008 SN156               | 23 settembre 2008 | LINEAR              |
| 278774 -       | 2008 SP156               | 24 settembre 2008 | LINEAR              |
| 278775 -       | 2008 SA157               | 3 settembre 2008  | Spacewatch          |
| 278776 -       | 2008 SR158               | 24 settembre 2008 | LINEAR              |
| 278777 -       | 2008 SQ161               | 28 settembre 2008 | LINEAR              |
| 278778 -       | 2008 SX163               | 28 settembre 2008 | LINEAR              |
| 278779 -       | 2008 SC164               | 28 settembre 2008 | LINEAR              |
| 278780 -       | 2008 SN171               | 21 settembre 2008 | Mount Lemmon Survey |
| 278781 -       | 2008 SD176               | 23 settembre 2008 | Spacewatch          |
| 278782 -       | 2008 SY182               | 24 settembre 2008 | Mount Lemmon Survey |
| 278783 -       | 2008 SS183               | 24 settembre 2008 | Spacewatch          |
| 278784 -       | 2008 SM184               | 24 settembre 2008 | Mount Lemmon Survey |
| 278785 -       | 2008 SU186               | 25 settembre 2008 | Spacewatch          |
| 278786 -       | 2008 SF190               | 25 settembre 2008 | Spacewatch          |
| 278787 -       | 2008 SW190               | 25 settembre 2008 | Mount Lemmon Survey |
| 278788 -       | 2008 SF191               | 25 settembre 2008 | Mount Lemmon Survey |
| 278789 -       | 2008 SC196               | 25 settembre 2008 | Spacewatch          |
| 278790 -       | 2008 SX196               | 25 settembre 2008 | Spacewatch          |
| 278791 -       | 2008 SL198               | 25 settembre 2008 | Spacewatch          |
| 278792 -       | 2008 SK202               | 26 settembre 2008 | Spacewatch          |
| 278793 -       | 2008 SA204               | 26 settembre 2008 | Spacewatch          |
| 278794 -       | 2008 SW207               | 27 settembre 2008 | CSS                 |
| 278795 -       | 2008 SC210               | 28 settembre 2008 | Healy, D.           |
| 278796 -       | 2008 SN218               | 29 settembre 2008 | Teamo, N.           |
| 278797 -       | 2008 SS218               | 30 settembre 2008 | OAM                 |
| 278798 -       | 2008 SE229               | 28 settembre 2008 | Mount Lemmon Survey |
| 278799 -       | 2008 SY232               | 28 settembre 2008 | Mount Lemmon Survey |
| 278800 -       | 2008 ST233               | 28 settembre 2008 | Mount Lemmon Survey |

## 278801-278900
| Nome     | Designazione provvisoria | Data di scoperta  | Scopritore          |
| -------- | ------------------------ | ----------------- | ------------------- |
| 278801 - | 2008 SJ235               | 28 settembre 2008 | Mount Lemmon Survey |
| 278802 - | 2008 SK238               | 29 settembre 2008 | Spacewatch          |
| 278803 - | 2008 ST238               | 20 dicembre 2004  | Mount Lemmon Survey |
| 278804 - | 2008 SM241               | 29 settembre 2008 | CSS                 |
| 278805 - | 2008 SX242               | 29 settembre 2008 | Spacewatch          |
| 278806 - | 2008 SC244               | 24 settembre 2008 | Spacewatch          |
| 278807 - | 2008 SQ244               | 29 settembre 2008 | Tucker, R. A.       |
| 278808 - | 2008 SY244               | 29 settembre 2008 | CSS                 |
| 278809 - | 2008 SS246               | 30 settembre 2008 | OAM                 |
| 278810 - | 2008 SH248               | 20 settembre 2008 | Spacewatch          |
| 278811 - | 2008 SW248               | 21 settembre 2008 | CSS                 |
| 278812 - | 2008 SG253               | 21 settembre 2008 | Spacewatch          |
| 278813 - | 2008 SV253               | 22 settembre 2008 | Spacewatch          |
| 278814 - | 2008 SC255               | 23 settembre 2008 | Mount Lemmon Survey |
| 278815 - | 2008 SO255               | 25 settembre 2008 | Spacewatch          |
| 278816 - | 2008 SQ255               | 25 settembre 2008 | Spacewatch          |
| 278817 - | 2008 SD256               | 20 settembre 2008 | Spacewatch          |
| 278818 - | 2008 SL257               | 22 settembre 2008 | Mount Lemmon Survey |
| 278819 - | 2008 SS258               | 22 settembre 2008 | CSS                 |
| 278820 - | 2008 SL261               | 23 settembre 2008 | Spacewatch          |
| 278821 - | 2008 ST261               | 24 settembre 2008 | CSS                 |
| 278822 - | 2008 SF262               | 24 settembre 2008 | Spacewatch          |
| 278823 - | 2008 SZ263               | 24 settembre 2008 | Mount Lemmon Survey |
| 278824 - | 2008 SF266               | 24 settembre 2008 | Spacewatch          |
| 278825 - | 2008 SS268               | 29 settembre 2008 | CSS                 |
| 278826 - | 2008 SY268               | 30 settembre 2008 | CSS                 |
| 278827 - | 2008 SV269               | 22 settembre 2008 | Mount Lemmon Survey |
| 278828 - | 2008 SA272               | 29 settembre 2008 | CSS                 |
| 278829 - | 2008 SV272               | 24 settembre 2008 | Mount Lemmon Survey |
| 278830 - | 2008 SB273               | 29 settembre 2008 | CSS                 |
| 278831 - | 2008 SS285               | 21 settembre 2008 | Spacewatch          |
| 278832 - | 2008 ST286               | 22 settembre 2008 | CSS                 |
| 278833 - | 2008 SN287               | 23 settembre 2008 | Spacewatch          |
| 278834 - | 2008 SR288               | 24 settembre 2008 | Mount Lemmon Survey |
| 278835 - | 2008 SB289               | 25 settembre 2008 | Spacewatch          |
| 278836 - | 2008 SC289               | 25 settembre 2008 | Spacewatch          |
| 278837 - | 2008 SQ295               | 27 settembre 2008 | CSS                 |
| 278838 - | 2008 ST300               | 23 settembre 2008 | LINEAR              |
| 278839 - | 2008 SL301               | 23 settembre 2008 | LINEAR              |
| 278840 - | 2008 SE303               | 24 settembre 2008 | LINEAR              |
| 278841 - | 2008 SH304               | 24 settembre 2008 | Mount Lemmon Survey |
| 278842 - | 2008 SJ304               | 24 settembre 2008 | Mount Lemmon Survey |
| 278843 - | 2008 SV305               | 28 settembre 2008 | LINEAR              |
| 278844 - | 2008 SE308               | 29 settembre 2008 | Mount Lemmon Survey |
| 278845 - | 2008 SV308               | 22 settembre 2008 | LINEAR              |
| 278846 - | 2008 SH309               | 23 settembre 2008 | LINEAR              |
| 278847 - | 2008 TX1                 | 3 ottobre 2008    | Durig, D. T.        |
| 278848 - | 2008 TX2                 | 4 ottobre 2008    | Durig, D. T.        |
| 278849 - | 2008 TU5                 | 2 ottobre 2008    | OAM                 |
| 278850 - | 2008 TU7                 | 4 ottobre 2008    | OAM                 |
| 278851 - | 2008 TV8                 | 5 ottobre 2008    | Teamo, N.           |
| 278852 - | 2008 TM16                | 1 ottobre 2008    | CSS                 |
| 278853 - | 2008 TG17                | 1 ottobre 2008    | Mount Lemmon Survey |
| 278854 - | 2008 TS20                | 1 ottobre 2008    | Mount Lemmon Survey |
| 278855 - | 2008 TX21                | 1 ottobre 2008    | Mount Lemmon Survey |
| 278856 - | 2008 TZ22                | 2 ottobre 2008    | Spacewatch          |
| 278857 - | 2008 TY24                | 2 ottobre 2008    | Mount Lemmon Survey |
| 278858 - | 2008 TW27                | 1 ottobre 2008    | OAM                 |
| 278859 - | 2008 TL29                | 1 ottobre 2008    | Mount Lemmon Survey |
| 278860 - | 2008 TN29                | 1 ottobre 2008    | CSS                 |
| 278861 - | 2008 TR30                | 1 ottobre 2008    | Spacewatch          |
| 278862 - | 2008 TG33                | 1 ottobre 2008    | Spacewatch          |
| 278863 - | 2008 TO35                | 1 ottobre 2008    | Mount Lemmon Survey |
| 278864 - | 2008 TT38                | 1 ottobre 2008    | Spacewatch          |
| 278865 - | 2008 TW44                | 1 ottobre 2008    | Mount Lemmon Survey |
| 278866 - | 2008 TP49                | 2 ottobre 2008    | Spacewatch          |
| 278867 - | 2008 TR53                | 2 ottobre 2008    | Spacewatch          |
| 278868 - | 2008 TT56                | 2 ottobre 2008    | Spacewatch          |
| 278869 - | 2008 TD57                | 2 ottobre 2008    | Spacewatch          |
| 278870 - | 2008 TX57                | 2 ottobre 2008    | Spacewatch          |
| 278871 - | 2008 TC58                | 2 ottobre 2008    | Spacewatch          |
| 278872 - | 2008 TG62                | 2 ottobre 2008    | Spacewatch          |
| 278873 - | 2008 TH62                | 2 ottobre 2008    | Spacewatch          |
| 278874 - | 2008 TS62                | 2 ottobre 2008    | Spacewatch          |
| 278875 - | 2008 TC63                | 2 ottobre 2008    | CSS                 |
| 278876 - | 2008 TM64                | 2 ottobre 2008    | Spacewatch          |
| 278877 - | 2008 TA68                | 2 ottobre 2008    | Spacewatch          |
| 278878 - | 2008 TS69                | 2 ottobre 2008    | Spacewatch          |
| 278879 - | 2008 TF71                | 2 ottobre 2008    | Spacewatch          |
| 278880 - | 2008 TX73                | 2 ottobre 2008    | Spacewatch          |
| 278881 - | 2008 TC76                | 3 settembre 2008  | Spacewatch          |
| 278882 - | 2008 TH77                | 2 ottobre 2008    | Mount Lemmon Survey |
| 278883 - | 2008 TL78                | 2 ottobre 2008    | Mount Lemmon Survey |
| 278884 - | 2008 TF79                | 2 ottobre 2008    | Mount Lemmon Survey |
| 278885 - | 2008 TF82                | 2 ottobre 2008    | OAM                 |
| 278886 - | 2008 TD84                | 3 ottobre 2008    | Spacewatch          |
| 278887 - | 2008 TA86                | 3 ottobre 2008    | Mount Lemmon Survey |
| 278888 - | 2008 TP87                | 3 ottobre 2008    | Spacewatch          |
| 278889 - | 2008 TC88                | 3 ottobre 2008    | Spacewatch          |
| 278890 - | 2008 TK88                | 3 ottobre 2008    | Spacewatch          |
| 278891 - | 2008 TL94                | 31 gennaio 2006   | Spacewatch          |
| 278892 - | 2008 TZ103               | 6 ottobre 2008    | Spacewatch          |
| 278893 - | 2008 TV104               | 6 ottobre 2008    | Spacewatch          |
| 278894 - | 2008 TD108               | 6 ottobre 2008    | Mount Lemmon Survey |
| 278895 - | 2008 TG108               | 6 ottobre 2008    | Mount Lemmon Survey |
| 278896 - | 2008 TL108               | 6 ottobre 2008    | Mount Lemmon Survey |
| 278897 - | 2008 TO108               | 6 ottobre 2008    | Mount Lemmon Survey |
| 278898 - | 2008 TU111               | 6 ottobre 2008    | CSS                 |
| 278899 - | 2008 TO113               | 6 ottobre 2008    | Spacewatch          |
| 278900 - | 2008 TK114               | 6 ottobre 2008    | Spacewatch          |

## 278901-279000
| Nome              | Designazione provvisoria | Data di scoperta | Scopritore                 |
| ----------------- | ------------------------ | ---------------- | -------------------------- |
| 278901 -          | 2008 TC115               | 6 ottobre 2008   | CSS                        |
| 278902 -          | 2008 TV118               | 7 ottobre 2008   | Spacewatch                 |
| 278903 -          | 2008 TX123               | 8 ottobre 2008   | Mount Lemmon Survey        |
| 278904 -          | 2008 TV129               | 8 ottobre 2008   | Mount Lemmon Survey        |
| 278905 -          | 2008 TF130               | 8 ottobre 2008   | Mount Lemmon Survey        |
| 278906 -          | 2008 TB144               | 9 ottobre 2008   | Mount Lemmon Survey        |
| 278907 -          | 2008 TQ144               | 9 ottobre 2008   | Mount Lemmon Survey        |
| 278908 -          | 2008 TW145               | 9 ottobre 2008   | Mount Lemmon Survey        |
| 278909 -          | 2008 TG147               | 9 ottobre 2008   | Mount Lemmon Survey        |
| 278910 -          | 2008 TP148               | 9 ottobre 2008   | Mount Lemmon Survey        |
| 278911 -          | 2008 TG149               | 9 ottobre 2008   | Mount Lemmon Survey        |
| 278912 -          | 2008 TN149               | 9 ottobre 2008   | Mount Lemmon Survey        |
| 278913 -          | 2008 TQ150               | 9 ottobre 2008   | Mount Lemmon Survey        |
| 278914 -          | 2008 TJ156               | 9 ottobre 2008   | Spacewatch                 |
| 278915 -          | 2008 TN157               | 4 ottobre 2008   | CSS                        |
| 278916 -          | 2008 TU157               | 4 ottobre 2008   | CSS                        |
| 278917 -          | 2008 TG163               | 1 ottobre 2008   | CSS                        |
| 278918 -          | 2008 TC164               | 1 ottobre 2008   | CSS                        |
| 278919 -          | 2008 TL164               | 1 ottobre 2008   | CSS                        |
| 278920 -          | 2008 TW165               | 6 ottobre 2008   | Mount Lemmon Survey        |
| 278921 -          | 2008 TK172               | 2 ottobre 2008   | Mount Lemmon Survey        |
| 278922 -          | 2008 TZ176               | 1 ottobre 2008   | CSS                        |
| 278923 -          | 2008 TO182               | 1 ottobre 2008   | Mount Lemmon Survey        |
| 278924 -          | 2008 TY183               | 3 ottobre 2008   | LINEAR                     |
| 278925 -          | 2008 TE185               | 6 ottobre 2008   | Mount Lemmon Survey        |
| 278926 -          | 2008 TM185               | 6 ottobre 2008   | Mount Lemmon Survey        |
| 278927 -          | 2008 UJ3                 | 21 ottobre 2008  | Dellinger, J., Eastman, M. |
| 278928 -          | 2008 UW4                 | 25 ottobre 2008  | Tozzi, F.                  |
| 278929 -          | 2008 UH7                 | 27 ottobre 2008  | CSS                        |
| 278930 -          | 2008 UO7                 | 26 ottobre 2008  | BATTeRS                    |
| 278931 -          | 2008 UQ11                | 17 ottobre 2008  | Spacewatch                 |
| 278932 -          | 2008 UE13                | 17 ottobre 2008  | Spacewatch                 |
| 278933 -          | 2008 UF13                | 17 ottobre 2008  | Spacewatch                 |
| 278934 -          | 2008 UO13                | 17 ottobre 2008  | Spacewatch                 |
| 278935 -          | 2008 UK21                | 19 ottobre 2008  | Spacewatch                 |
| 278936 -          | 2008 UL21                | 19 ottobre 2008  | Spacewatch                 |
| 278937 -          | 2008 UR25                | 20 ottobre 2008  | Mount Lemmon Survey        |
| 278938 -          | 2008 UW27                | 20 ottobre 2008  | Spacewatch                 |
| 278939 -          | 2008 UQ34                | 20 ottobre 2008  | Spacewatch                 |
| 278940 -          | 2008 UD41                | 20 ottobre 2008  | Spacewatch                 |
| 278941 -          | 2008 UU42                | 20 ottobre 2008  | Spacewatch                 |
| 278942 -          | 2008 UF45                | 20 ottobre 2008  | Mount Lemmon Survey        |
| 278943 -          | 2008 UA48                | 20 ottobre 2008  | Mount Lemmon Survey        |
| 278944 -          | 2008 UR52                | 20 ottobre 2008  | Spacewatch                 |
| 278945 -          | 2008 UH55                | 21 ottobre 2008  | Spacewatch                 |
| 278946 -          | 2008 UJ60                | 21 ottobre 2008  | Spacewatch                 |
| 278947 -          | 2008 UF61                | 21 ottobre 2008  | Spacewatch                 |
| 278948 -          | 2008 UR62                | 21 ottobre 2008  | Spacewatch                 |
| 278949 -          | 2008 UP63                | 21 ottobre 2008  | Spacewatch                 |
| 278950 -          | 2008 UZ63                | 21 ottobre 2008  | Mount Lemmon Survey        |
| 278951 -          | 2008 UU64                | 21 ottobre 2008  | Spacewatch                 |
| 278952 -          | 2008 UF70                | 21 ottobre 2008  | Spacewatch                 |
| 278953 -          | 2008 UN72                | 21 ottobre 2008  | Mount Lemmon Survey        |
| 278954 -          | 2008 UY72                | 21 ottobre 2008  | Spacewatch                 |
| 278955 -          | 2008 UU74                | 21 ottobre 2008  | Spacewatch                 |
| 278956 Shei-Pa    | 2008 UZ83                | 22 ottobre 2008  | LUSS                       |
| 278957 -          | 2008 UG84                | 23 ottobre 2008  | Spacewatch                 |
| 278958 -          | 2008 UX90                | 25 ottobre 2008  | Spacewatch                 |
| 278959 -          | 2008 UF92                | 23 ottobre 2008  | LINEAR                     |
| 278960 -          | 2008 UE94                | 25 ottobre 2008  | LINEAR                     |
| 278961 -          | 2008 UO94                | 26 ottobre 2008  | LINEAR                     |
| 278962 -          | 2008 UD96                | 24 ottobre 2008  | LINEAR                     |
| 278963 -          | 2008 UD97                | 25 ottobre 2008  | LINEAR                     |
| 278964 -          | 2008 UV98                | 27 ottobre 2008  | LINEAR                     |
| 278965 -          | 2008 UZ101               | 20 ottobre 2008  | Spacewatch                 |
| 278966 -          | 2008 UY105               | 21 ottobre 2008  | Spacewatch                 |
| 278967 -          | 2008 UM114               | 22 ottobre 2008  | Spacewatch                 |
| 278968 -          | 2008 UR115               | 22 ottobre 2008  | Spacewatch                 |
| 278969 -          | 2008 UU129               | 23 ottobre 2008  | Spacewatch                 |
| 278970 -          | 2008 UD131               | 23 ottobre 2008  | Spacewatch                 |
| 278971 -          | 2008 UL144               | 23 ottobre 2008  | Spacewatch                 |
| 278972 -          | 2008 UN154               | 23 ottobre 2008  | Mount Lemmon Survey        |
| 278973 -          | 2008 UO159               | 23 ottobre 2008  | Spacewatch                 |
| 278974 -          | 2008 UF160               | 23 ottobre 2008  | Spacewatch                 |
| 278975 -          | 2008 UZ162               | 24 ottobre 2008  | Spacewatch                 |
| 278976 -          | 2008 UM166               | 24 ottobre 2008  | Spacewatch                 |
| 278977 -          | 2008 UQ168               | 24 ottobre 2008  | Spacewatch                 |
| 278978 -          | 2008 UX169               | 24 ottobre 2008  | CSS                        |
| 278979 -          | 2008 UN173               | 24 ottobre 2008  | Spacewatch                 |
| 278980 -          | 2008 UM176               | 24 ottobre 2008  | Mount Lemmon Survey        |
| 278981 -          | 2008 UX177               | 24 ottobre 2008  | Mount Lemmon Survey        |
| 278982 -          | 2008 UD183               | 24 ottobre 2008  | Mount Lemmon Survey        |
| 278983 -          | 2008 UM190               | 25 ottobre 2008  | CSS                        |
| 278984 -          | 2008 UZ193               | 25 ottobre 2008  | Mount Lemmon Survey        |
| 278985 -          | 2008 UU195               | 26 ottobre 2008  | Mount Lemmon Survey        |
| 278986 Chenshuchu | 2008 UQ205               | 20 ottobre 2008  | Hsiao, X. Y., Ye, Q.-z.    |
| 278987 -          | 2008 UW205               | 27 ottobre 2008  | Tozzi, F.                  |
| 278988 -          | 2008 UU209               | 23 ottobre 2008  | Spacewatch                 |
| 278989 -          | 2008 UV210               | 23 ottobre 2008  | Spacewatch                 |
| 278990 -          | 2008 UO211               | 23 ottobre 2008  | Mount Lemmon Survey        |
| 278991 -          | 2008 UH214               | 24 ottobre 2008  | CSS                        |
| 278992 -          | 2008 UN214               | 24 ottobre 2008  | CSS                        |
| 278993 -          | 2008 UD216               | 24 ottobre 2008  | CSS                        |
| 278994 -          | 2008 UJ218               | 25 ottobre 2008  | Spacewatch                 |
| 278995 -          | 2008 US223               | 25 ottobre 2008  | CSS                        |
| 278996 -          | 2008 UV223               | 25 ottobre 2008  | CSS                        |
| 278997 -          | 2008 UC224               | 25 ottobre 2008  | Spacewatch                 |
| 278998 -          | 2008 UJ226               | 25 ottobre 2008  | Mount Lemmon Survey        |
| 278999 -          | 2008 UF235               | 26 ottobre 2008  | Mount Lemmon Survey        |
| 279000 -          | 2008 UF241               | 26 ottobre 2008  | Spacewatch                 |